# Остапченко, Николай Васильевич
Никола́й Васи́льевич Оста́пченко (1923—1944) — командир взвода разведки 117-го гвардейского стрелкового полка 39-й гвардейской стрелковой дивизии 8-й гвардейской армии 1-го Белорусского фронта, гвардии старший сержант. Герой Советского Союза (1945).

## Биография
Николай Васильевич Остапченко родился в 1923 году в посёлке Сахновщина (ныне Сахновщинского района Харьковской области), Украина. Национальность — украинец. Окончил 7 классов. После школы работал на железной дороге. Член ВЛКСМ. В РККА с августа 1941 года. В июне 1942 года был тяжело ранен. Находился в госпитале. С апреля 1944 года в действующей армии — командир отделения взвода разведки 117-го гвардейского стрелкового полка 39-й гвардейской стрелковой дивизии (8-я гвардейская армия, 1-й Белорусский фронт).
Отличился во время форсирования Вислы и боёв за Магнушевский плацдарм. Гвардии старший сержант Остапченко Н. В. на первой лодке со своим отделением 1 августа 1944 года переправился на левый берег реки Вислы, ворвался в траншею врага, в рукопашной схватке и огнём из автомата уничтожил несколько гитлеровцев. Отразив все контратаки противника, отделение удержало захваченный рубеж до подхода подразделений полка.
Звание Героя Советского Союза присвоено 24 марта 1945 года.
Погиб в бою 5 сентября 1944 года. Похоронен на месте боёв.

## Награды и звания
- Звание Герой Советского Союза. Указ Президиума Верховного Совета СССР от 23 марта 1945 года:
  - орден Ленина,
  - медаль «Золотая Звезда».
- Орден Славы III степени[1].
- Медаль «За отвагу»[2].

## Память
Именем Героя названа улица в посёлке Сахновщина.